# Drosophila tolteca
Drosophila tolteca är en tvåvingeart som beskrevs av Patterson och Gordon Mainland 1944. Drosophila tolteca ingår i släktet Drosophila och familjen daggflugor.
Artens utbredningsområde sträcker sig från Veracruz, Mexiko till Bolivia.